# Zhang Wei (Leichtathlet)
Zhang Wei (chinesisch 張 偉 / 张 伟, Pinyin Zhāng Wěi; * 22. März 1994) ist ein chinesischer Stabhochspringer.

## Sportliche Laufbahn
Erste internationale Erfahrungen sammelte Zhang Wei bei den Hallenasienmeisterschaften 2012 in Hangzhou, bei denen er mit 5,40 m die Silbermedaille hinter seinem Landsmann Yang Yansheng gewann. Anschließend siegte er mit neuem Meisterschaftsrekord von 5,35 m bei den Juniorenasienmeisterschaften in Colombo und schied bei den Juniorenweltmeisterschaften in Barcelona ohne eine überquerte Höhe in der Qualifikation aus. Bei den Weltmeisterschaften in Moskau im Jahr darauf gelang ihm in der Qualifikation ebenfalls kein gültiger Versuch. 2015 siegte er bei den Asienmeisterschaften in Wuhan mit übersprungenen 5,60 m und schied bei den Weltmeisterschaften in Peking mit 5,55 m in der Qualifikation aus. 2019 gewann er bei den Asienmeisterschaften in Doha mit neuer Bestleistung von 5,66 m die Silbermedaille hinter dem Philippiner Ernest Obiena.
2014 wurde Zhang chinesischer Meister im Stabhochsprung im Freien sowie 2019 in der Halle.

## Persönliche Bestleistungen
- Stabhochsprung: 5,66 m, 21. April 2019 in Doha
  - Stabhochsprung (Halle): 5,62 m, 7. Februar 2013 in Lyon